# Havárie tankeru Prestige

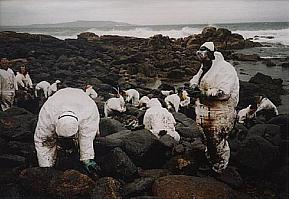
Pobřeží Galicie zamořené havárií tankeru Prestige (2002)

Prestige byl ropný tanker, který se potopil v roce 2002 u pobřeží španělské Galicie a způsobil rozsáhlou ropnou skvrnu. 
K havárii došlo, když si 26 let starý tanker pronajala ruská společnost Crown Resources a ten převážel 77 tisíc tun ropy Lotyšska do Singapuru. Loď vlastnila společnost Mare Shipping Inc. registrovaná v Libérii, řízená řeckou firmou registrovanou na Bahamách.
Ropné látky začaly z Prestige do moře vytékat 13. listopadu 2002 u pobřeží Galicie a španělské úřady nařídily jeho odtažení na volné moře, kde se loď 19. listopadu potopila. Odhaduje se, že z tankeru vyteklo asi 63 tisíc tun ropy. Světový fond na ochranu přírody (WWF) odhadl škody způsobené havárií tankeru na osm miliard eur, které zahrnují jak náklady na čištění pobřeží, tak škody, které vznikly zničením flory a fauny postižené oblastí.